# 조시아 콘도르

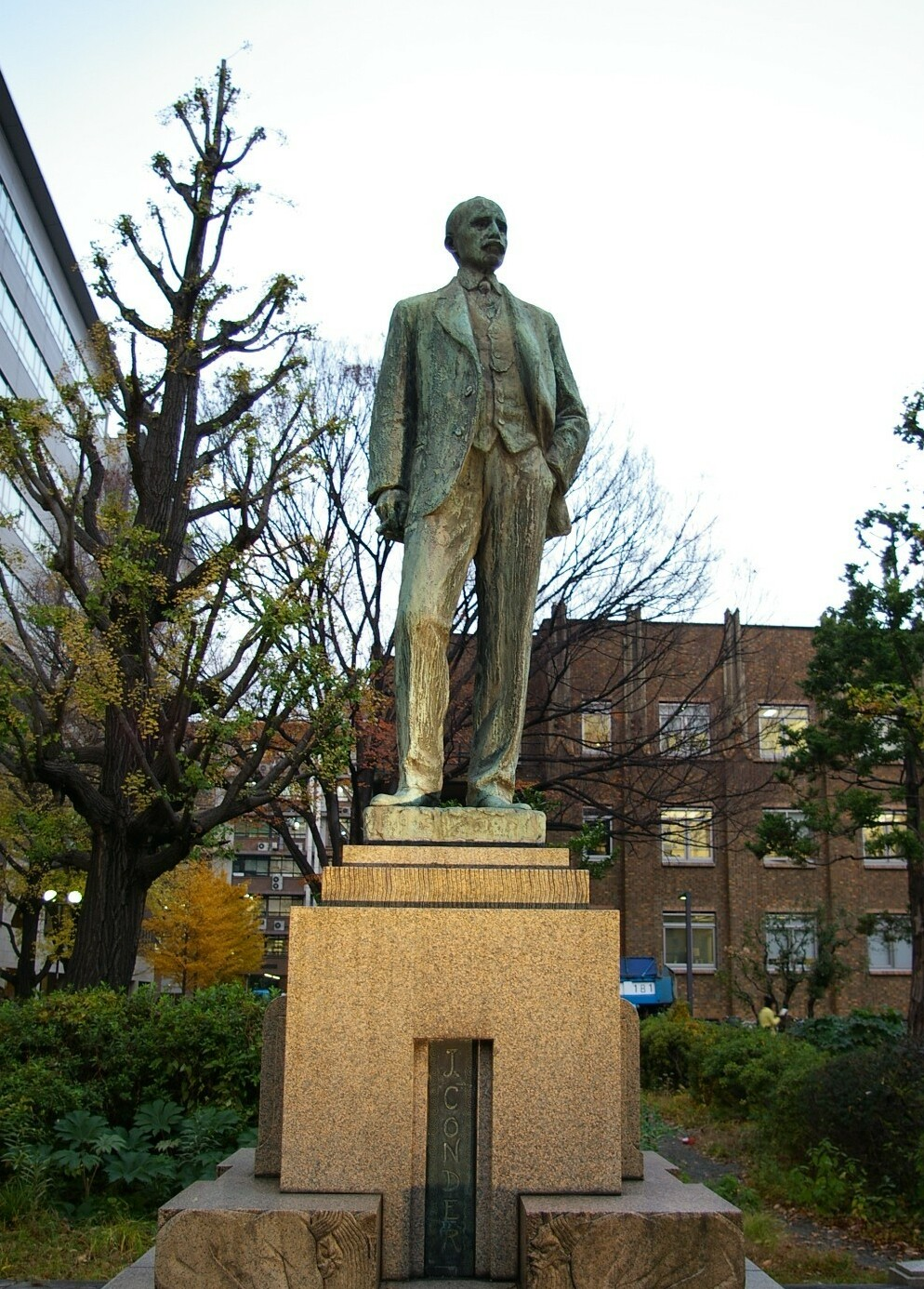
조시아 곤도르 박사상
(도쿄대학)

조시아 콘도르(Josiah Conder, 1852년 9월 28일 ~ 1920년 6월 21일)는 영국의 런던 출신의 건축가이다. 외국인 초빙사로서 일본을 방문하여, 정부 관련 건물의 설계를 다루었다. 고부대학교(工部大学校, 현 도쿄대학 공학부 건축학과) 교수로서 다쓰노 긴고 등의 초창기 일본인 건축가를 육성하여 메이지 시대 이후의 일본 건축계의 기초를 쌓아 올렸다. 건축설계사무소를 개소한 후에는 재계 관계자 등의 저택을 많이 설계하였다. 가와나베 쿄사이(河鍋暁斎)에게 일본화를 배우기도 하였다.

## 약력
- 1852년 런던 켄싱턴(Kensington) 2구에서 태어남
- 은행원인 아버지가 급서한 후, 아버지의 급서 후, 베드포드 상업학교에 다녔지만 로저 스미스의 건축사무소에서 일하면서, 사우스켄싱턴 미술학교와 런던대학교에서 건축을 배움
- 1873년 윌리엄 버제스 사무소의 입소함
- 1875년 버제스 사무소에서 사직함
- 1876년 영국왕립건축가협회에서 손 메달(Soane Medal)을 수상하였고, 일본 정부와 5년간 계약함
- 1877년(메이지 10년) 일본에 도착하여 고부대학교 조가학(工部大学校 造家学, 현 도쿄대학 공학부 건축학과) 교사 및 공부성(工部省) 영선국(営繕局) 고문이 됨
- 1881년(메이지 14년) 가와나베 쿄사이(河鍋暁斎)의 문하에 들어감
- 1883년(메이지 16년) 가와나베 쿄사이에게서 '아키히데'(暁英)라는 호를 받음
- 1884년(메이지 17년) 회화공진회(絵画共進会)에 《대형황태자회겸족도》(大兄皇子会鎌足図), 《우중로》(雨中鷺)을 출품하여 입선, 다쓰노 긴고(辰野金吾)의 교수 취임으로 고부대학교에서 해임됨
- 1886년(메이지 19년) 제국대학 공과대학 강사(4월), 관청집중계획의 일환으로 학생을 인솔하여 독일로 출장(10월~), 런던을 거쳐 다음 해에 귀국함
- 1888년(메이지 21년) 강사를 사임하고 건축사무소를 개소함
- 1893년(메이지 26년) 일본 무용 하나야기류(花柳流)의 무용가 마에나미 구메(前波くめ)와 결혼함
- 1894년(메이지 27년) 훈삼등 서보장(勲三等瑞宝章) 서훈됨
- 1914년(다이쇼 3년) 공학박사 취득함
- 1920년(다이쇼 9년) 도쿄에서 사망하여 아내와 함께 고코쿠지(護国寺)에 매장함

## 주요 작품
- 훈맹원 (訓盲院, 1879년, 관동대지진으로 대파되어 현존하지 않음)
- 옛 도쿄제실박물관 본관 ( 旧東京帝室博物館本館, 1882년, 관동대지진으로 대파되어 현존하지 않음)
- 옛 궁내성 본관 (旧宮内省本館, 1882년, 1931년 철거)
- 로쿠메이칸 (鹿鳴館, 1883년, 1940년 철거)
- 아리스가와미야 저택 양관 (有栖川宮邸洋館, 1884년, 현존하지 않음)
- 도쿄대학 법문과 교실 (東京大学法文科教室, 1884년, 관동대지진으로 도괴)
- 기타시라가와미야 저택 양관 (北白川宮邸洋館, 1884년, 현존하지 않음)
- 이와사키 야노스케 후가가와 저택 양관(岩崎弥之助深川邸洋館, 1889년, 현 기요스미 공원(清澄公園), 관동대지진으로 소실되어 현존하지 않음)
- 니콜라이당 (ニコライ堂, 1891년, 중요문화재)
- 옛 해군성 본관 (旧海軍省本館, 1894년, 도쿄 대공습으로 소실되어 현존하지 않음)
- 미쓰비시 1호관 (三菱一号館, 1894년, 1968년 철거하여 2009년 재건)
- 미쓰비시 2호관 (三菱二号館, 1895년, 1932년 철거)
- 미쓰비시 3호관 (三菱三号館, 1896년, 현존하지 않음)
- 이와사키 히사야 가야마치 본저 (岩崎久弥茅町本邸, 1896년, 현 옛 이와사키 저택 정원(旧岩崎邸庭園) 양관 및 당구실, 중요문화재)
- 독일 공사관 (ドイツ公使館, 1897년, 도쿄 대공습으로 소실되어 현존하지 않음)
- 마쓰카타 마사요시 저택 (松方正義邸, 1905년, 현존하지 않음)
- 이와사키 야노스케 다가나와 저택 (岩崎弥之助高輪邸, 1908년, 현 개동각(開東閣))
- 웨스트상 대좌 (ウェスト像台座, 1908년, 도쿄대학 혼고캠퍼스 구내)
- 이와사키 야노스케 가묘 (岩崎弥之助家廟, 1910년)
- 이와나가 쇼이치 저택 (岩永省一邸, 1912년 일부가 현 메구루가죠엔 순유기(目黒雅叙園 旬遊紀))
- 미쓰이 가문 클럽 (三井家倶楽部, 1913년, 현 고마치 미쓰이 클럽(綱町三井倶楽部))
- 옛 모로토 세이로쿠 저택 (旧諸戸清六邸, 1913년, 현 구와나시 롯카엔(六華苑), 중요문화재)
- 시마즈 가문 소데가키 저택 (島津家袖ヶ崎邸, 1915년, 현 세이센여자대학(清泉女子大学) 본관)
- 후루가와 도노스케 저택 (古河虎之助邸, 1917년, 현 옛 후루가와 정원 오타니 미술관)

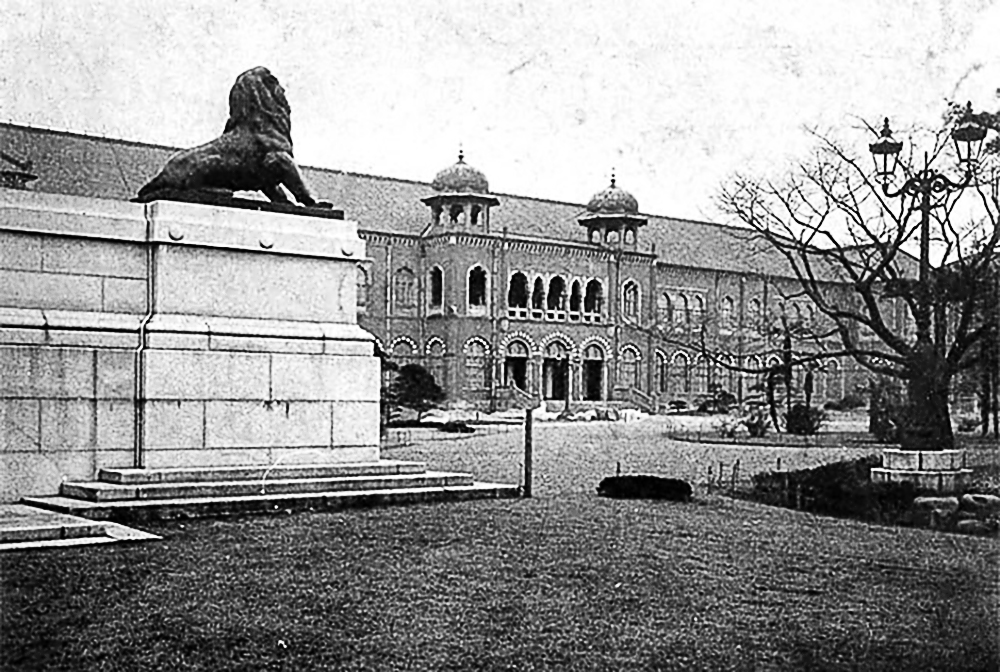
도쿄제실박물관 본관
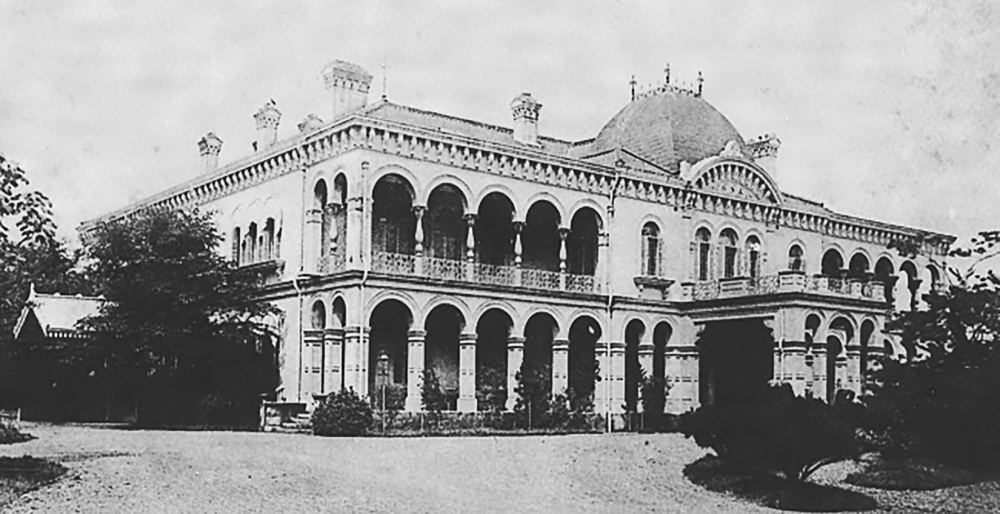
로쿠메이칸
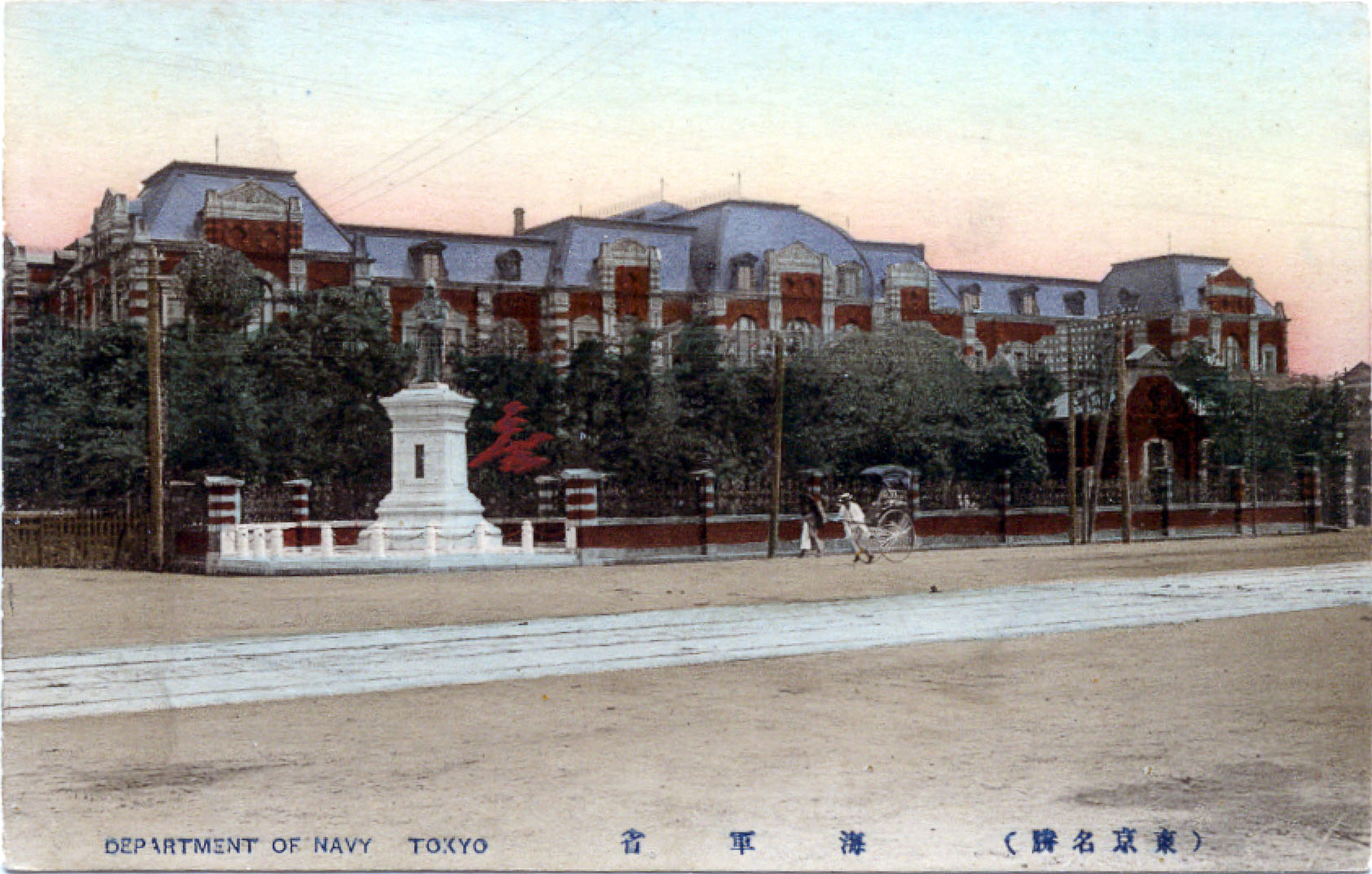
옛 해군성 본관
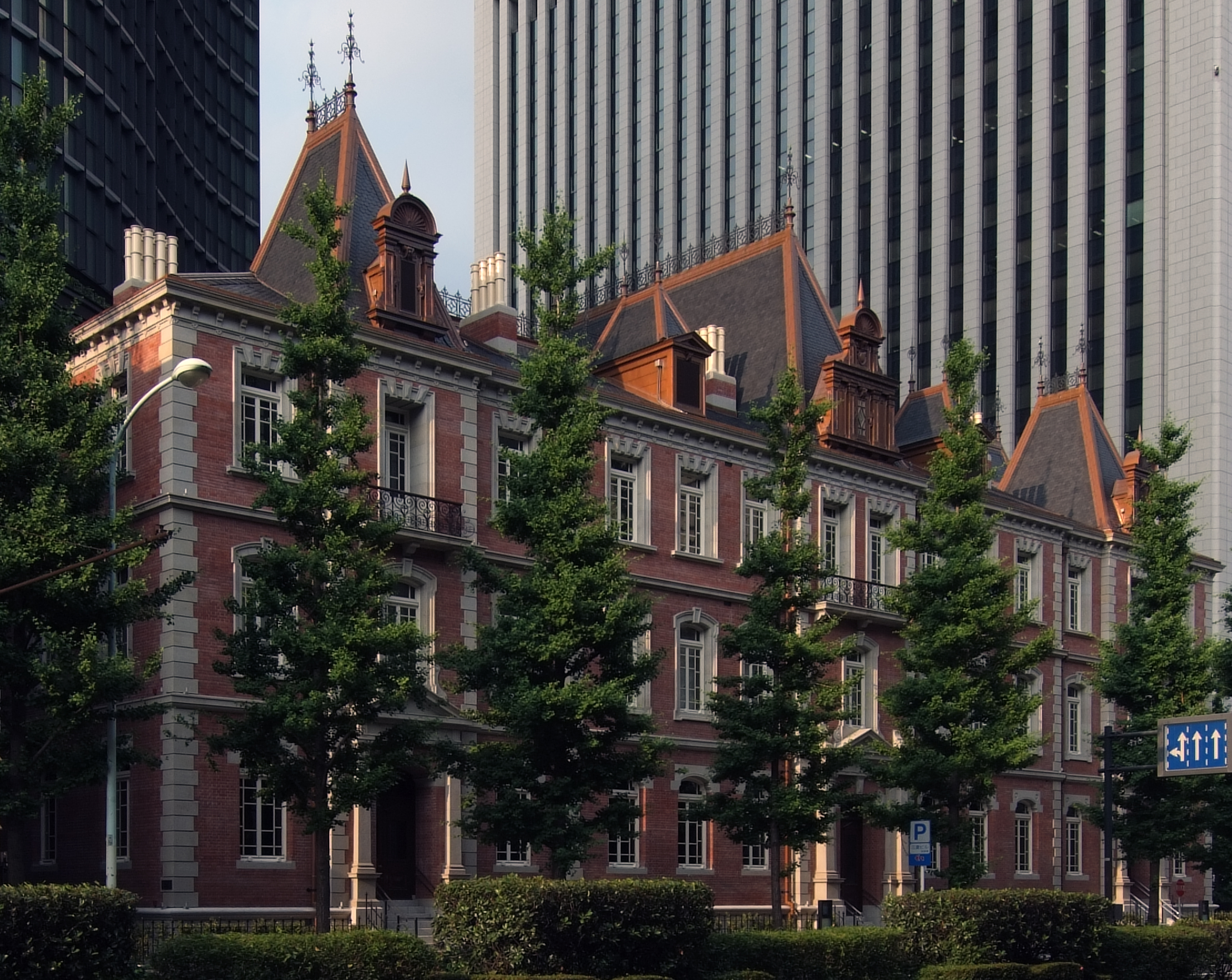
미쓰이 1호관
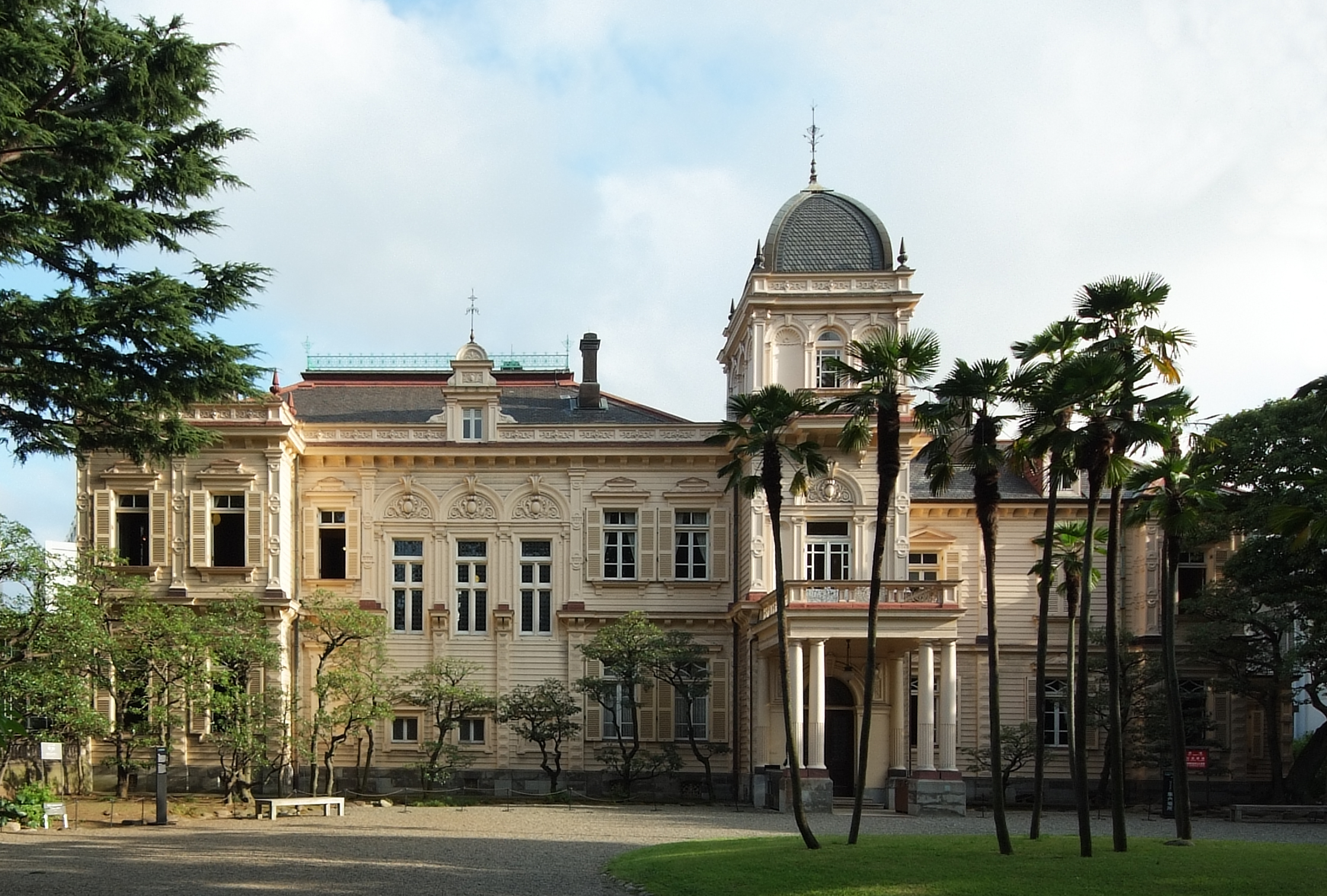
이와사키 저택 양관
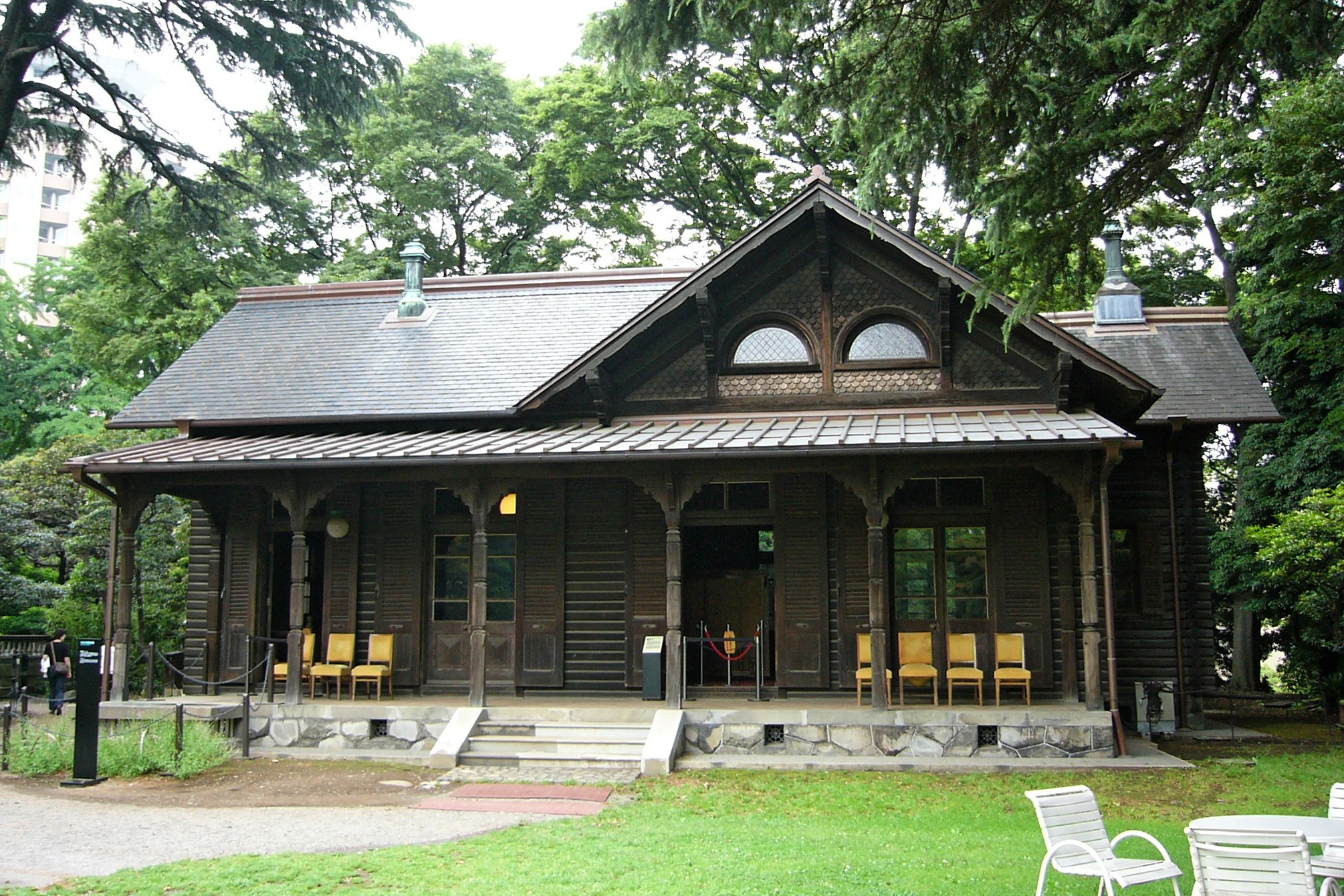
이와사키 저택 당구실
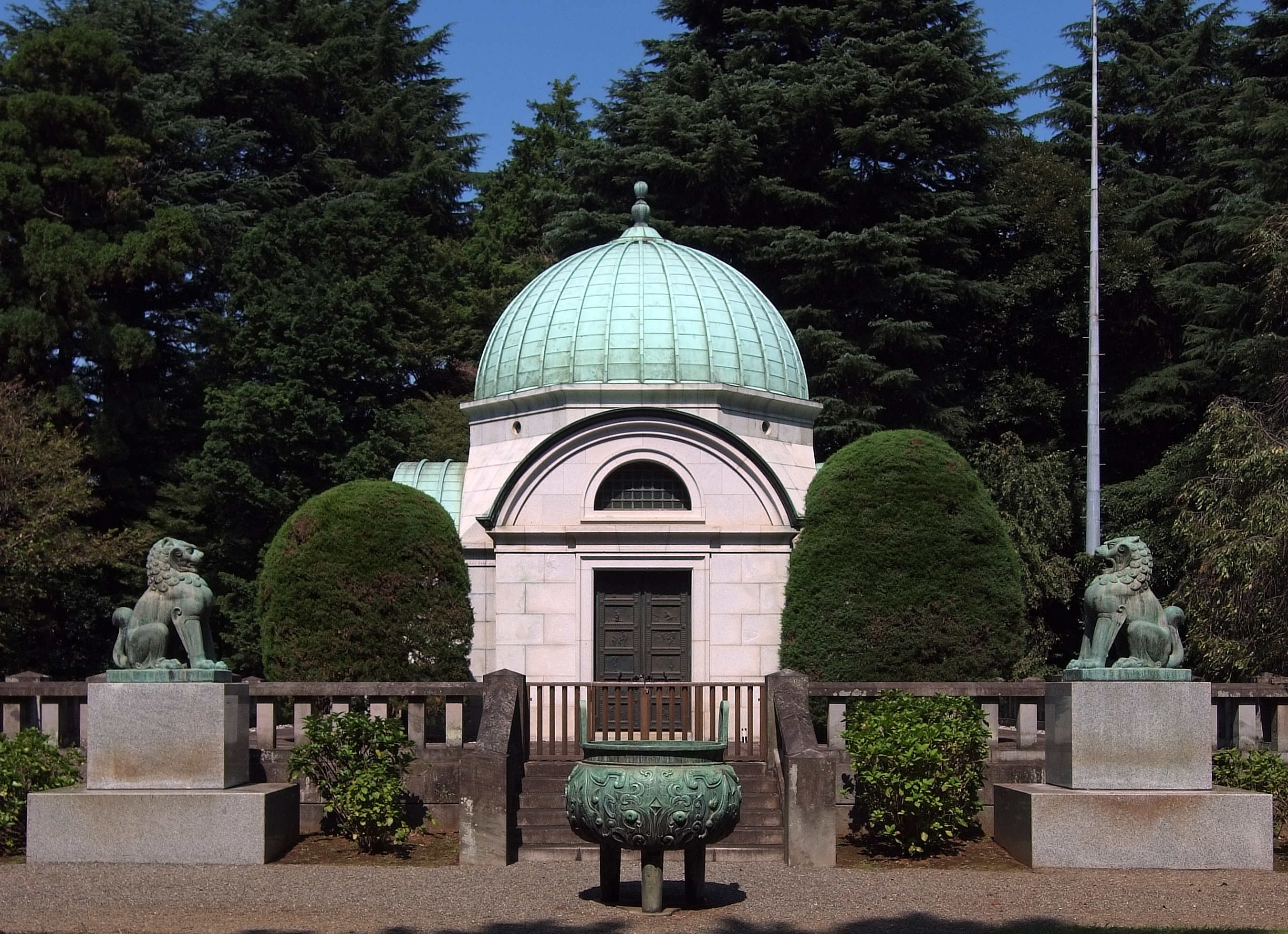
이와사키 가묘
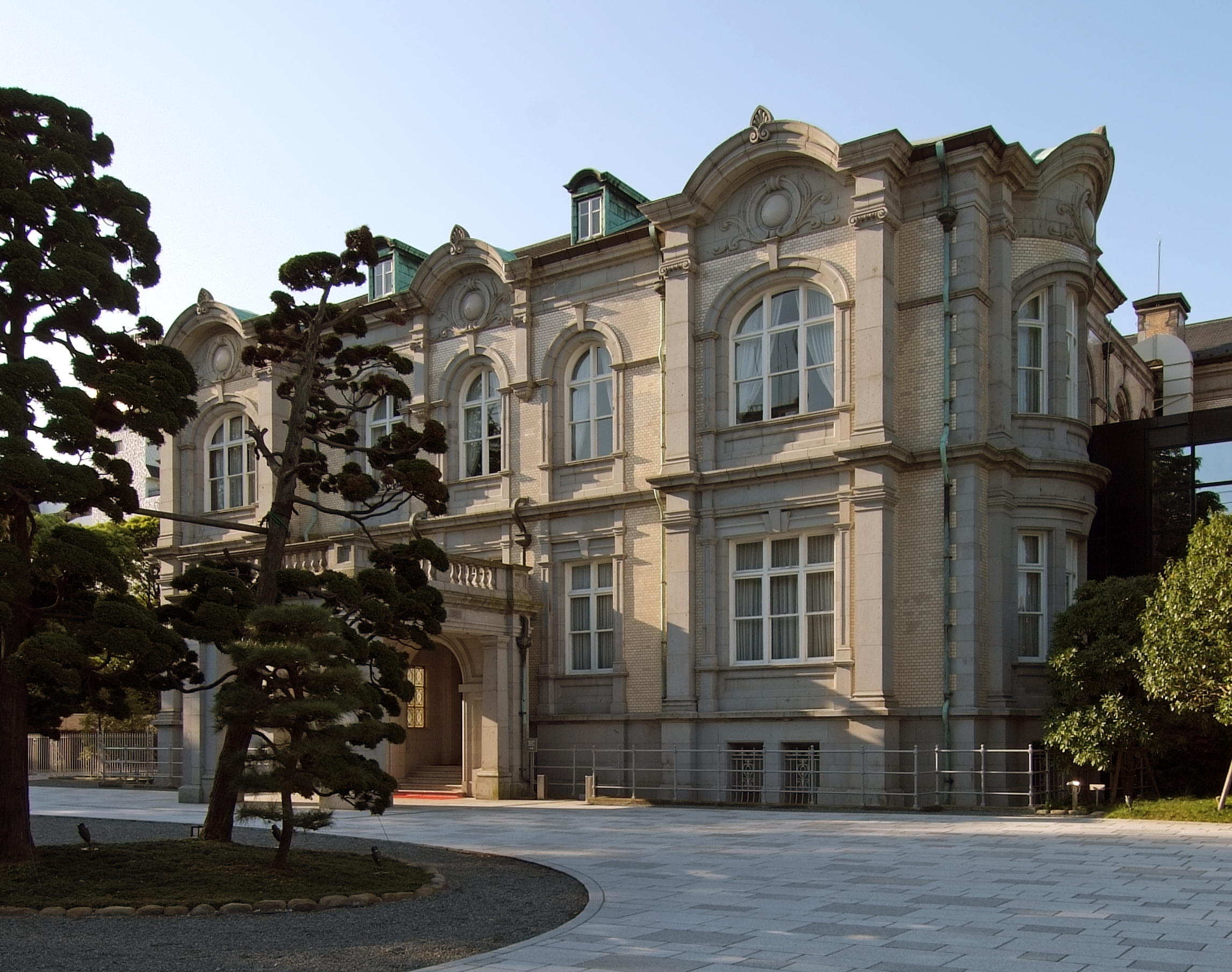
미쓰이 가문 클럽
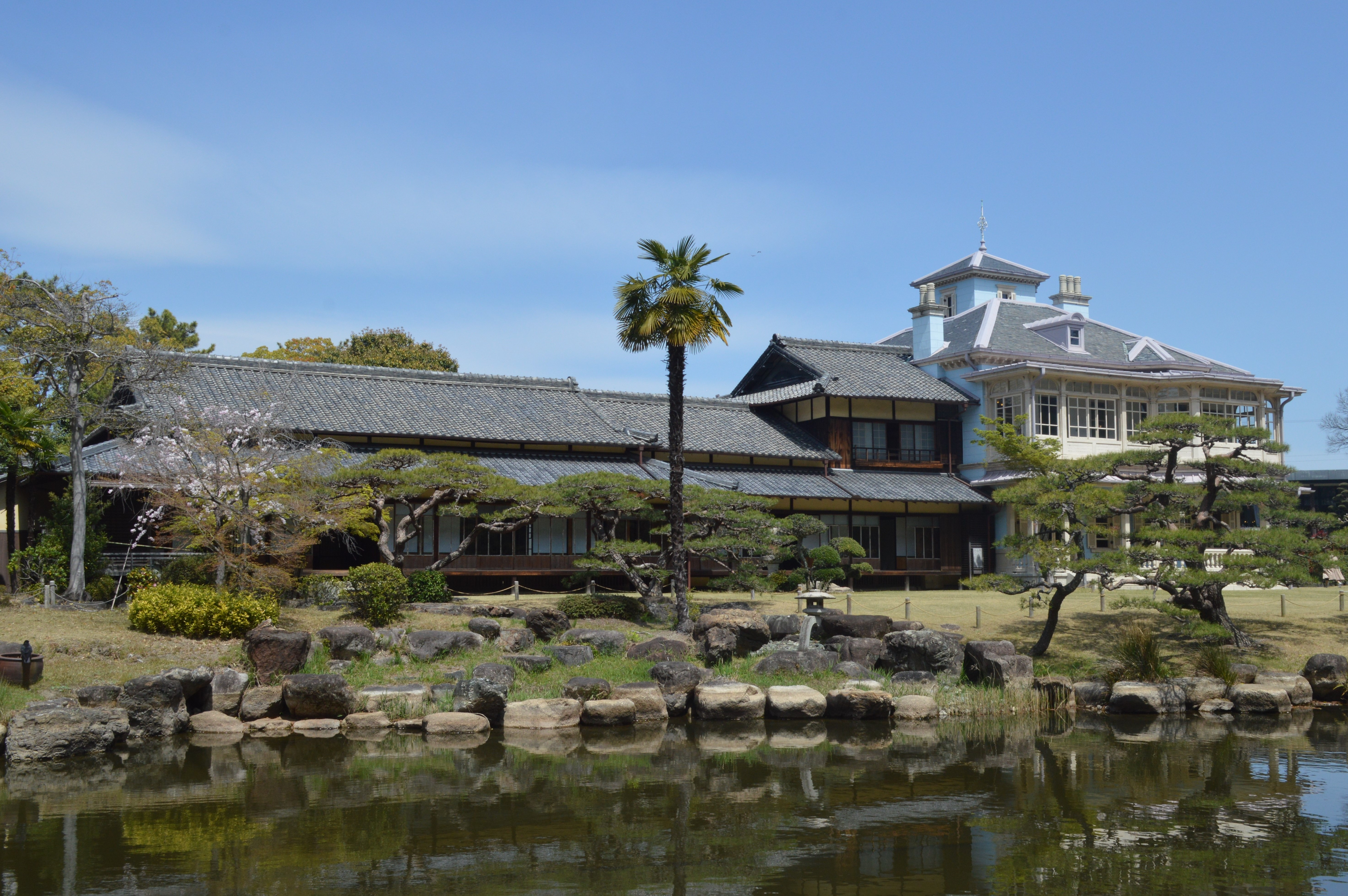
록가엔 양관
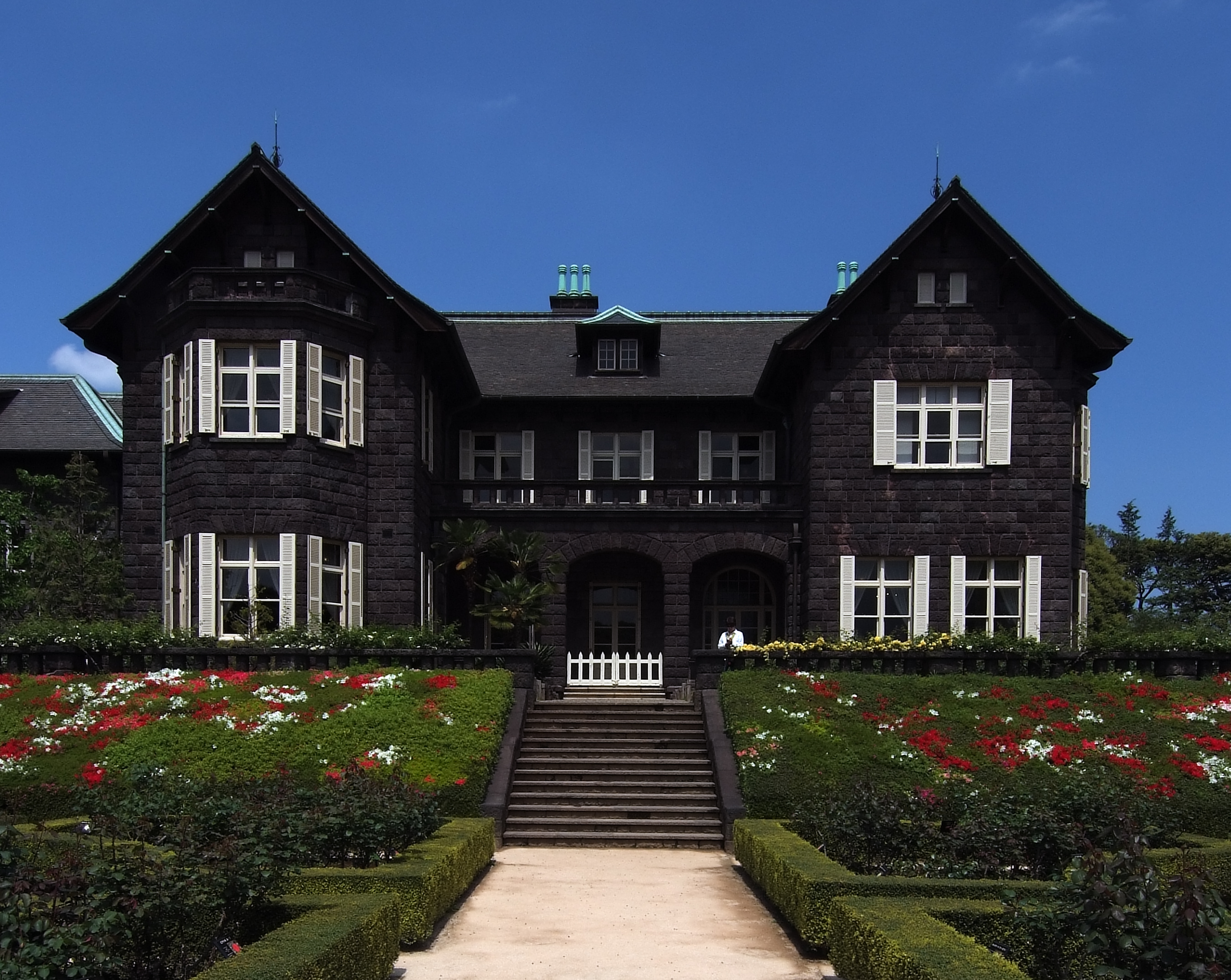
후루가와 저택

## 저서
- 《造家必携》
- 《The Flowers of Japan And The Art of Floral Arrangement》
- 《Landscape Gardening in Japan》
- 《Supplement to Landscape Gardening in Japan》
- 《Painting and Studies by Kawanabe Kyosai》

## 사제관계
스승
- 토마스 로저 스미스(Thomas Roger Smith, 1830년 ~ 1903년) : 런던대학교 교수, 왕립건축가협회 정회원, 콘도르의 숙부
- 윌리엄 버제스(William Burges, 1827년 ~ 1881년) : 고딕부흥건축(Gothic Revival)의 선구자

고부대학교(工部大学校) 학생
- 가타야마 도쿠마(片山東熊, 1854년 ~ 1917년) : 제1기
- 다쓰노 긴고(辰野金吾, 1854년 ~ 1919년) : 제1기
- 소네 다쓰조(曽禰達蔵, 1853년 ~ 1937년) : 제1기
- 사다치 시치지로(佐立七次郎, 1857년 ~ 1922년) : 제1기
- 와타나베 유즈루(渡辺譲, 1855년 ~ 1930년) : 제2기
- 히사도메 마사미치(久留正道) : 제3기
- 가와이 고조(河合浩蔵, 1856년 ~ 1934년) : 제4기
- 니이노미 다가마사(新家孝正, 1857년 ~ 1920년) : 제4기
- 다키 다이키치(滝大吉, 1862년 ~ 1902년) : 제5기
- 쓰마키 요리나가(妻木頼黄, 1859년 ~ 1916년) : 제6기(중퇴)

제자
- 사쿠라이 고타로(桜井小太郎, 1870년 ~ 1953년)

## 기타
- 일본의 문화 심취하여 우키요에(浮世絵) 화가 가와나베 쿄사이에게 일본화를 배웠으며, '아키히데'(暁英)라는 호를 받았다. 가와나베 쿄사이는 콘도르에게 가노파(狩野派)의 화법을 가르친 것으로 보인다.
- 오이소(大磯)의 요시다 시게루(吉田茂) 저택 근처에 별장을 보유하고 있었다.